# ハ行轉呼
ハ行轉呼（日语：／ hagyōtenko）是日語發展歷史中的重大語音變化，指的是語中和語尾的ハ行假名發音逐漸和ワ行融合混同的現象。另外，某個ハ行假名通過此音變而讀成的對應ワ行發音，也被稱為ハ行轉呼音。

## 語音變化
| 時代                     | 字首ハ行                     | 語中語尾的ハ行                                              | 發音變化                                                              |
| ------------------------ | ---------------------------- | ----------------------------------------------------------- | --------------------------------------------------------------------- |
| 奈良時代之前             | /pa/, /pi/, /pɯ/, /pe/, /po/ | /pa/, /pi/, /pɯ/, /pe/, /po/                                | -                                                                     |
| 奈良時代 (A.D.710—794)   | /ɸa/, /ɸi/, /ɸɯ/, /ɸe/, /ɸo/ | /ɸa/, /ɸi/, /ɸɯ/, /ɸe/, /ɸo/                                | /p/ 變成 /ɸ/                                                          |
| 平安時代中期 (A.D.10th)  | /ɸa/, /ɸi/, /ɸɯ/, /ɸe/, /ɸo/ | /wa/, /wi/, /ɯ/, /we/, /wo/ (或/β̞a/, /β̞i/, /ɯ/, /β̞e/, /β̞o/) | 語中語尾的 /ɸ/ 變成 /w/ (也有可能是 /β̞ / )                            |
| 鎌倉時代 (A.D.1185—1333) | /ɸa/, /ɸi/, /ɸɯ/, /ɸe/, /ɸo/ | /wa/, /i/, /ɯ/, /e/, /wo/ (或/β̞a/, /i/, /ɯ/, /e/, /β̞o/)     | 單詞(複合語除外)語中語尾的「」和 「」的唇音消失。                     |
| 江戸時代 (A.D.17th)      | /ha/, /çi/, /ɸɯ/, /he/, /ho/ | /wa/, /i/, /ɯ/, /e/, /o/                                    | 單詞(複合語除外)語中語尾的「」的唇音消失。 字首的 /ɸ/ 變成 /h/ 或 /ç/ |

平安時代初期，ハ行假名的輔音音值是清双唇擦音[ɸ]，而後發生唇音退化，其輔音變爲雙脣近音/β̞/或/w/（即ワ行音），並在鎌倉時代普遍化：
- /kaɸa/ →  /kaβ̞a/
- /koɸi/ →  /koβ̞i/
- /uɸe/ →  /uβ̞e/
- /kaɸo/ →  /kaβ̞o/

當時本應寫作卻有寫作的，也就是ハ行的假名寫法有所搖擺，所以可以推測當時正發生語音辨識上的混淆，而讓兩行的發音融合。
但這些變化只限於單語的字中字尾，如以下的兩個複合語的和就沒有改變：
- （ + ）/tuki.ɸi/
- （ + ）/uti.ɸaraɸu/

但有一個例外是；的發音也曾變為，但後來又變回。有學者認為這是為了維持類似、的清濁對應（也就是維持和這樣的對應）。
大約在鎌倉時代之後這些讀音混同的更進一步地失去子音而讀為/i/、/e/、/o/，然後再經過二戰後的假名改革，才變成為現在的樣子：
另外，詞頭的ハ行音，除了以外，後來也退化成不使用唇部發音的[h]或[ç]。但基於支倉常長的姓在授予羅馬公民稱號的證書中被拉丁文記為，可以推測16至17世紀時，仍讀作脣音。所以這類的唇音退化應是在江户時代發生的。

## 拼寫
若為了語音變化而改變拼寫的話，可能會造成詞語識別的困難，所以平安时代當下，ハ行轉呼音大部分仍以行假名表記。如總是固定寫爲；行四段動詞如的活用語尾也沒有拼寫上的改變。而鎌倉時代以藤原定家所著《下官集》爲濫觴的定家仮名遣也採取同樣的規則。
但使用頻率比較低的詞，其ハ行轉呼音也有以ワ行假名拼寫的。例如南北朝時代的《仮名文字遣》中寫作或；另外平安時代的《伊勢物語》開頭有：
 （天福本）
其中本來應該是。但這個詞在《伊勢物語》的其他部分很少出現，所以拼寫為應該不會產生識別的困難。
而在江户時代時，契冲希望改正當時混亂的拼寫，所以考據了語音的變化而編寫《和字正濫抄》；這個拼寫標準受到當時日本國學者的廣泛採用，後世稱為契沖仮名遣。之後明治政府以契沖仮名遣為基礎制定了新的拼寫標準，這個標準現代稱為歷史假名遣。歷史假名遣遵循契沖仮名遣的復古慣例，仍將ハ行轉呼音拼作ハ行假名。但二戰後，表音主義的學者在文部省取得了優勢席位，因而頒布了現代假名遣進行拼寫改革。為了盡可能接近實際發音，但又考慮到辨別上的方便，除助詞和之外，現代假名遣將歷史假名遣詞中，以拼寫的ハ行轉呼音，分別改寫作。

## 對漢字音讀的影響
在中古漢語中有音節末尾為塞音，稱作入聲的聲類（事實上為塞音中的唯閉音）。日語漢字音讀中，在塞音後面加入元音，因此這些漢字音讀都以結尾。表記[-p]入聲字就使用假名。據考證在此時假名的輔音還是[p]。隨後音值變成[ɸ]，再接下來因ハ行轉呼的緣故，發音變得與假名相同。不過在清音之前沒有插入元音，留下了和原本入聲音相近的音，表示成促音。
但是，後來即使在清音之前也出現了詞尾為的情況。比如漢字，原本有如這樣的發音，而在這種詞中即使在清音之前，發音末尾也變成了。還有，使用漢字的詞有和兩種讀音。
相反的，不在清音之前，有時也沒有，而使用。比如說，也有像這樣的詞一樣向「ウ」變化的詞彙體系，但大部份詞彙都像那樣，使用促音。正因此，也有像和那樣原本同音的詞後來變成不同音的情況。甚至還有像那樣和兩種發音並立存在的情況：和倆詞雖然其後半部份發音都是，但是前半部份發音并不同。
此外，在現代日語使用者的口中，發生了像單詞不讀而讀成這樣的情況。這是原本的清音之前為促音這一規則，和加入的變化兩者混在一起的結果。